# يوليوس ديكسون
يوليوس ديكسون (بالإنجليزية: Julius Dixson)‏ هو كاتب أغاني أمريكي، ولد في 20 مايو 1913، وتوفي في 30 يناير 2004.

## وصلات خارجية
- يوليوس ديكسون على موقع ميوزك برينز (الإنجليزية)
- يوليوس ديكسون على موقع ديسكوغز (الإنجليزية)